# Nicolas Vanhootegem
Nicolas Vanhootegem (Brussel, 7 oktober 1972) is een Belgische golfprofessional uit Knokke-Heist.

## Amateur
- 1991: winnaar van het Internationale Welsh Amateur Strokeplay en het Luxemburgs Amateur Kampioenschap

## Professional
In 1994 is Vanhootegem professional geworden.

#### Successen
In 2001 kwalificeert hij zich voor het Britse Open op Royal Lytham, haalt de cut en speelt een goed toernooi. Met rondes van 72-68-70-75 eindigt hij op de 30ste plaats. Winnaar is de Amerikaan David Duval. Eind 2001 haalt hij, samen met Didier De Vooght, via de Qualifying School een spelerskaart voor 2002. Sindsdien speelt hij wisselend op de Europese PGA Tour,(hierna ET) en de Europese Challenge Tour (hierna CT), waar hij inmiddels drie overwinningen en enkele top 10-plaatsen heeft behaald.
- 1995: winnaar Neuchâtel Open SBS Trophy (CT)
- 1997: winnaar Omnium (België)
- 1999: 3de op de Tourschool achter Alastair Forsyth and Niclas Fasth.
- 2001: 6de op de Tourschool
- 2002: winnaar Saint-Omer Open (CT), mede hierdoor eindigt hij in de Order of Merit op de 15de plaats, en kwalificeert zich voor de ET van 2003. De week erna wordt hij 5de op The Great North Open (ET) op De Vere Slaley Hall, Engeland.
- 2006: 3de op het Texbond Open in Brescia, 5de op het Open de Mohammedia in Casablanca
- 2007: winnaar Telenet Trophy (CT) op Waterloo en 2de op het AGF Allianz Golf Open de Toulouse, Joost Luiten wint.
- 2008: 4de op de The Dubliner Challenge|Dubliner Challenge op de Hills Golf Club in Zweden

Door de overwinning van de Telenet Trophy mag hij in 2008 enkele toernooien op de Europese Tour spelen.

#### Teams
In 1996 vertegenwoordigt hij zijn land bij de World Cup.